# Lucas Áfrico
Lucas Henrique da Silva, meglio noto come Lucas Áfrico (San Paolo, 5 febbraio 1995), è un calciatore brasiliano, difensore del Vanspor.

## Caratteristiche tecniche
È un difensore centrale.

## Carriera
Dopo aver militato nelle serie inferiori del calcio brasiliano, nel 2018 è stato acquistato dal Marítimo.
Ha esordito il 28 luglio 2017 disputando da titolare il match di Taça da Liga vinto 3-0 contro il Mafra.